# Tour CGI
Tour CGI (früher auch Tour EDF-GDF, Tour Logica und Tour CB16) ist der Name eines Hochhauses im Pariser Vorort Courbevoie in der Bürostadt La Défense. Das Gebäude wurde 1971 eröffnet und gehört somit zur ersten Generation der Hochhäuser in La Défense. Zum Zeitpunkt seiner Fertigstellung war der 117 Meter hohe Büroturm nach Höhe der zweithöchste des Geschäftsviertels. 
Das Hochhaus umfasst 27 Stockwerke und eine Gesamtfläche von etwa 28.000 Quadratmetern. Es wurde von den Architekten Arsac, Cassagnes, Gravereaux und Saubot entworfen. Der Hauptmieter des Gebäudes ist der IT-Dienstleister CGI.
In den Jahren 2002 bis 2003 wurden umfangreiche Renovierungsarbeiten am Tour CGI durchgeführt.
Der Büroturm ist mit der Métrostation La Défense sowie dem gleichnamigen Bahnhof La Défense an den öffentlichen Nahverkehr im Großraum Paris angebunden.